# Vlag van Järvamaa

Vlag van Järvamaa

De vlag van Järvamaa, een provincie van Estland, bestaat net als alle vijftien andere Estische provincievlaggen uit twee even hoge banen van wit en groen met het provinciewapen op het midden van de witte baan. Groen staat voor de natuur in Estland. Ook toen werd gekozen voor een unieke en als zodanig direct herkenbare provincievlag. De vlag is, net als alle andere provincievlaggen, vastgelegd door toenmalig president Konstantin Päts: dit gebeurde op 3 oktober 1996. De hoogtelengte verhouding van de vlaggen is 7:11; bij een vlag van 105 bij 165 centimeter is de hoogte van het wapen 40 centimeter.
Het provinciewapen op het midden van de witte baan van de vlag bestaat uit een blauw schild met een witte ommuurde ruimte met gesloten poort en een witte zeskantige toren, aan de bovenkant van kantelen voorzien, en een voet van drie witte golvende lijnen.
Het wapen werd reeds in 1935 aangenomen. De oude vlag werd in 1996 in ere hersteld. Het wapenbeeld is een stilistische modificatie van het Kasteel Paide met de ‘Lange Herman’ (Pika Hermanni), een donjon gebouwd door de Orde van de Zwaardbroeders in 1265. De golvende lijnen staan voor de meren in de provincie; Järvamaa betekent ‘land van meren’.